# إيفان جوليان
إيفان جوليان (بالإنجليزية: Ivan Julian)‏ هو موسيقي ومنتج أسطوانات وكاتب أغاني أمريكي، ولد في 26 يونيو 1955.